# 私的独占の禁止及び公正取引の確保に関する法律
私的独占の禁止及び公正取引の確保に関する法律（してきどくせんのきんしおよびこうせいとりひきのかくほにかんするほうりつ、昭和22年4月14日法律第54号、英語: Act on Prohibition of Private Monopolization and Maintenance of Fair Trade）は、私的独占、不当な取引制限および不公正な取引方法を禁止し、事業支配力の過度の集中を防止して、結合、協定等の方法による生産、販売、価格、技術等の不当な制限その他一切の事業活動の不当な拘束を排除することに関する法律である（同法1条）。
主務官庁は公正取引委員会事務総局官房で、経済産業省経済産業政策局産業組織課、消費者庁取引対策課および証券取引等監視委員会事務局取引調査課など他省庁と連携して執行にあたる。
同法は、こうした事業活動の不当な拘束を排除することにより、公正な競争を促進し、事業者の創意を発揮させ、事業活動を盛んにし、雇用および国民実所得の水準を高め、以って一般消費者の利益を確保するとともに、国民経済の民主的で健全な発展を促進するという政策目的に基づき制定されている（同条）。1条の目的を達成することを任務とする公正取引委員会を置くと定める（同法27条1項）。 
同法律には法令用語で言うところの「題名」は付されておらず、頭書の名称は制定時の公布文から引用したいわゆる「件名」である（なお、同法の目次部分には「私的独占の禁止及び公正取引の確保に関する法律目次」とあり、公布文はこれを引用している）。独占禁止法（どくせんきんしほう）ないし独禁法（どっきんほう）と略称されることも多い。

## 構成
- 第1章 総則
- 第2章 私的独占及び不当な取引制限
- 第3章 事業者団体
- 第3章の2 独占的状態
- 第4章 株式の保有、役員の兼任、合併、分割及び事業の譲受け
- 第5章 不公正な取引方法
- 第6章 適用除外
- 第7章 差止請求及び損害賠償
- 第8章 公正取引委員会
  - 第1節 設置、任務及び所掌事務並びに組織等
  - 第2節 手続
  - 第3節 雑則
- 第9章 訴訟
- 第10章 雑則
- 第11章 罰則
- 第12章 犯則事件の調査等
- 附則

## 制定および改正等の経緯

### 原始独占禁止法
日本がアジア・太平洋戦争に敗戦し、連合国軍最高司令官総司令部（GHQ/SCAP）による間接統治下にあった1945年11月6日、ダグラス・マッカーサー連合国軍最高司令官は、幣原喜重郎首相（当時）に対し、五大改革指令を行ったが、その指令の一つに「生産及び貿易手段の収益及び所有を広汎に分配するが如き方法の発達により、独占的産業支配が改善されるよう日本の経済機構が民主主義化されること」が含まれていた。
その後、11月6日、GHQ/SCAPは、日本政府に対し、司令部覚書『持株会社の解体に関する件』（SCAPIN-244）において、独占禁止法の制定を指示した。
これらの動きを受けて、商工省（当時）が、第一次法案として「私的独占ノ排除其ノ他公正競争ノ維持ニ関スル法制ノ基礎構想」を取りまとめ、1946年1月に、産業秩序法案として発表された。ただ、同法案は「公正競争」の維持に主眼を置き、民主制を担保した産業秩序委員会の設置などが盛り込まれるも、カルテルの届出制を定めるなど、本質的には戦前の重要産業統制法の延長であった。
1946年3月14日、アメリカ国務省と司法省が合同で派遣したエドワーズ調査団（団長は経済学者のコーウィン・エドワーズ）は、アメリカ政府に提出した報告書で、日本における反トラスト法の制定を勧告したが、その一方で、アメリカの「反トラスト法」は、日本にとって不適切なモデルである（an inadequate model for Japan）と述べ、より詳細かつ厳格な規定の整備を提案した。
これを受けて、GHQ/SCAPの経済科学局（ESS）のカイム判事が、アメリカの立法、判例及び手続を参照して、試案を作成した。
この「カイム試案」を受け、日本政府側は、国会議員全員からなる「独占禁止法準備調査会」を設置し、「カイム試案」を一部修正した「独占禁止制度要綱」を作成した。だが、カイム判事の後任であるサルウィン判事やGHQ/SCAP民政局（GS）から再度の修正意見が寄せられたため、これらを取り入れた、「独占禁止法案」が、1947年3月18日に閣議決定（当時は吉田内閣）され、22日に、第92回帝国議会に提出された。
帝国議会の衆議院と貴族院の両院では政府案通り全会一致で可決され、会期末の1947年3月31日に、「私的独占の禁止及び公正取引の確保に関する法律」（原始独占禁止法）が、1947年3月31日に成立した。
原始独占禁止法は、共同行為（カルテルなど）を当然違法とするなど、現行法より厳格な規制を定めた。また、執行機関となる公正取引委員会には、裁判所の第一審判決に代わる審判審決の発出権限などの強力な権限を与え、さらに、その審決の不服申立てを東京高等裁判所の専属管轄とすることで、両機関の独立性と専門性を高め、同法の実効性を強めた。

### タイムライン
- 1947年4月14日公布、7月1日一部施行、7月20日全面施行。
  - 適用除外事案について、私的独占の禁止及び公正取引の確保に関する法律の適用除外等に関する法律(昭和22年法律第138号 「適用除外法」)にて法定

同年12月22日、公正取引委員会が市中銀行の金利協定を第3条違反と審決し、協定廃止を命令（独禁法発動の最初）。
- 1949年6月18日、改正公布、制限条項を緩和、外資導入の道をひらく。
- 1951年6月21日、政令諮問委員会が独禁法の大幅緩和などを決定して経済関係法規の検討をおわる。
同年12月6日、政府は改正案につきGHQの不承認通告を受理。
- 1953年9月1日、改正公布、不況・合理化カルテルの認可、再販売価格維持契約の承認、会社の株式保有・合併などの大幅緩和。
- 1958年9月30日、閣議で改正案を決定。10月3日、第30臨時国会に提出（のち未成立）。
- 1998年3月31日、「規制緩和推進３か年計画」を閣議決定し、事業者の公正かつ自由な競争を制限し，消費者利益を損なうおそれのある独占禁止法適用除外制度について見直し、翌年の通常国会に改正法案を提出することとされた。
- 1999年6月23日、私的独占の禁止及び公正取引の確保に関する法律の適用除外制度の整理等に関する法律(平成11年法律第80号 「適用除外整理法」) 公布。「適用除外法」を廃止したほか、各法令に定められていた適用除外について整理した。

## 規制類型
本法により規制の対象となる行為類型には、「私的独占」（3条前段）・「不当な取引制限」（3条後段）・「不公正な取引方法」（19条）を禁じている他、事業者団体規制（8条1項）と企業結合規制（10条1項、11条1項、13条1項、2項、14条、15条1項、15条の2第1項、15条の3第1項、16条1項）の規定を備えている。
そして、事業者団体規制を不当な取引制限の規制に、また、企業結合規制を私的独占及び不当な取引制限の規制に、それぞれ吸収させて、「独占禁止法の3本柱」と呼ぶ場合がある(14-15)。

### 私的独占
私的独占とは、事業者が、単独に、又は他の事業者と結合し、若しくは通謀し、その他いかなる方法をもつてするかを問わず、他の事業者の事業活動を排除し、又は支配することにより、公共の利益に反して、一定の取引分野における競争を実質的に制限することをいう。
「排除」とは、他の事業者の事業活動の継続を困難にし、あるいは新規参入を困難にする行為をいう。不公正な取引方法に該当する手段が多いが、それに限定されるものではない。
「支配」とは、他の事業者の意思決定を拘束し、自己の意思に従わせることをいう。もっとも、ここでいう「拘束」とは、必ずしも相手方の意思に反することを要さないし、また、株式保有や役員派遣により事実上意思決定を支配できるようになった状態も「支配」に含まれる。
大部分の「私的独占」に当たる行為は「不公正な取引方法」にも該当するため、独自の意義付けは低いという見方が最近提唱されている。排除型については、一般指定15項がほとんど包含するし、支配型については、2条9項4号がほぼ包含する。もっとも、支配型については「不公正な取引方法」における課徴金制度が適用範囲が限定されたため、「私的独占」で事件処理をする意味が増している。
エンフォースメント（執行・実現方法）としては、以下がある。
- 排除措置命令（法7条）公取委は事業者に対し、当該行為の差止め、事業の一部の譲渡、その他違反行為を排除するために必要な措置を命令できる。
- 課徴金納付命令（法7条の2第2項、6項）支配型は対価に影響を与えるものに限る
- 刑事罰（法89条1項1号）

### 不当な取引制限
不当な取引制限とは、事業者が、契約、協定その他何らの名義をもつてするかを問わず、他の事業者と共同して対価を決定し、維持し、若しくは引き上げ、又は数量、技術、製品、設備若しくは取引の相手方を制限する等相互にその事業活動を拘束し、又は遂行することにより、公共の利益に反して、一定の取引分野における競争を実質的に制限することをいう（2条6項）。
典型的には、ハードコア・カルテルや談合がこれに当たる。
不当な取引制限の成立要件は、意思の連絡と、相互拘束・共同実行である。実務上は、意思の連絡がどの時点で成立したかの認定が争点になることが多い。
エンフォースメントとしては、以下がある。
- 排除措置命令
- 課徴金納付命令（いわゆるハードコア・カルテルに該当するものに限る）
- 刑事罰

### 不公正な取引方法
6条において不公正な取引方法を内容とする国際的協定等が禁止されている。
エンフォースメントとしては、以下がある。
- 排除措置命令
- 民事上の差止め請求
- 課徴金（6号を除き、1号から4号は10年以内に排除措置命令等を受けている場合、5号は継続している場合に限られる）

#### 一般指定
一般指定とは、「不公正な取引方法」（昭和57年公正取引委員会告示第15号）のことを指す。
- 6号イに対応して取引拒絶、差別対価等が1項 - 5項
- 6号ロに対応して不当廉売等が6項・7項（3項も対応する）
- 6号ハに対応して抱合せ販売等が8項 - 10項（特別法として景表法が存在）
- 6号二に対応して拘束条件付取引は11項 - 12項
- 6号ホに対応して取引の相手方の役員選任への不当干渉に対する規定は13項（特殊指定は主に6号ホに対応する）
- 6号へに対応して競争者に対する取引妨害が14項・15項

が規定されている。

#### 特殊指定
特殊指定には、新聞業・物流・大規模小売店に関するものが存在する。

### 事業者団体規制
エンフォースメントとしては、以下がある。
- 排除措置命令
- 課徴金納付命令（1号の不当な取引制限に該当するとき、あるいは2号の不当な取引制限を内容とする国際的協定等を締結した場合に限る）
- 刑事罰（私的独占・不当な取引制限に限る）

### 企業結合規制

#### 銀行・保険会社による議決権保有規制
原則として他の国内の会社の議決権のうち、銀行については5%、保険業については10%を超えて、議決権を取得または保有してはならない（11条）。所謂5%ルール。

#### エンフォースメント
- 排除措置命令（株式の譲渡、事業譲渡、役員辞任）
- 合併・分割無効の訴え

#### 届出制度
- 事前届出 - 株式取得・保有（例外あり）、合併・共同新設分割・吸収分割・共同株式移転・事業譲受等。待機期間は原則30日。

#### 事前相談制度
企業結合計画に関する事前相談に対する対応指針（2002年〈平成14年〉12月11日公表）による事前相談が合併等の前に行われるのが通例である。申出の条件としては、具体的な計画に対する当事会社からのものでこれへの回答内容を公表することを条件として行われ、原則として90日以内に回答するものとされている。そして、問題がないと回答したものについては、届出後において法定の措置を採らないものとされている。

### 例外的な規制

#### 事業支配力過度集中会社の規制
3項は端的に言えば、1つの純粋持株会社ないしは銀行持株会社が、複数の業種で市場において支配的地位を持つ大企業を傘下に収めている状態のことである。これにより大日本帝国時代の旧植民地だった大韓民国と異なり、大東亜戦争以前に存在した三井合名（現・三井不動産）や三菱合資（後継法人は存在せず）など、財閥の頂点にあった会社が株式を上場せず、同族企業として存在し続けることは、21世紀の現在でも出来ない。
この条項は、本法律の施行直後に追って成立した過度経済力集中排除法および財閥同族支配力排除法が実施法となっていた。
一定の持株会社や総資産2兆円以上の会社（子会社も含んで計算。ただし、銀行等は総資産8兆円以上）については毎事業年度終了後3月以内（設立時は30日以内）に公正取引委員会に報告書提出義務がある。
なお、例外については適用除外整理法に規定がある他、大手私鉄では大東亜戦争以前に成立した陸上交通事業調整法で指定された区域における事業者が集約され、新規参入が制限されている例もある。放送持株会社では、放送法により傘下に収められる放送局の数に制限が設けられている他、サービスエリアが重複する他系列の局を傘下に収めることはできないとされている。
エンフォースメントとしては、排除措置命令（株式の処分等）がある。

#### 独占的状態に対する規制
「独占的状態」とは、同種または類似の商品又は役務の国内で供給されたものの価額が一定の水準を超えた場合において、その商品役務等に係る一定の事業分野において，次に掲げる市場構造及び市場における弊害があることをいう（8条の4）
1. 1年間において、一の事業者のシェアが50%を越えるか2の事業者のシェアの合計が75%を超えること
2. 他の事業者が新規参入することを著しく困難にする事情があること
3. その事業者が供給する一定の商品役務について、相当期間、需給の変動や供給費の変動に照らして、価格上昇が著しいか、その低下が僅少でありかつその期間において次の各号のいずれかに該当していること
  - イ 標準的な利益率を著しく上回る利益を得ていること
  - ロ 標準的な販売費及び一般管理費に比し著しく高額な販売費及び一般管理費を支出していること

エンフォースメントとしては、公正取引委員会は、独占的状態があるとき、事業者に対し事業の一部譲渡その他競争を回復させるのに必要な措置を命じることができる。ただし、そのような措置によりその事業者の供給する商品等の供給費用が著しい上昇をもたらす程度に事業が縮小し、経理が不健全になり、又は国際競争力の維持が困難になると認められる場合、及びその商品等について競争を回復するのに足りると認められる他の措置が講ぜられる場合はこの限りでない。なお、公正取引委員会は審判開始手続に先立って公聴会を開催する義務が生じる。

## 弊害要件
独禁法における主要な違反要件においては、単に行為要件（例：不当に他の事業者を差別的に取り扱うこと）を満たすのみでは足らず、「競争を実質的に制限する」（競争の実質的制限）や「公正な競争を阻害するおそれ」（公正競争阻害性）を満たさなければならない。このうち後者を弊害要件という。
そして、弊害要件が満たされるためには、
- 行為それ自体が競争手段として不正である（不正手段）
- 行為そのものが直ちに不正となるわけでないが、何らかの悪影響をもたらしている、あるいは、そのおそれがある（反競争性）

のいずれかが必要とされている。
条文上は、私的独占や不当な取引制限においては競争の実質的制限が、不公正な取引方法においては公正競争阻害性が、規定されており、後者のほうがより緩い要件とされている。
市場
条文上の「一定の取引分野」とほぼ同じとされているが、個別の事情に応じて弊害要件を検討する際の前提として一般には需要者の視点からみた選択肢の幅からいわゆる「検討対象市場」を画定するものとされている。
反競争性
競争停止・他者排除・優越的地位濫用の3つに分けられるとされている。主な論点として、他者排除事案に対し、他者排除重視説（他者排除があれば、競争に影響をおよばさなくても反競争性を認める説）と、原則論貫徹説（競争に影響を及ぼさない限り、たとえ他者排除があっても反競争性を認めない説）が対立している。
不正手段
行為そのものが不正とみなされる行為をさす。
正当化理由
反競争性がもたらされたり不正手段がなされても、そのような行為を正当化する理由があれば独禁法違反となるわけでない。このような正当化するような場合を認めるかどうか否かに関して争いがあるが，最高裁石油カルテル刑事事件（1984年〈昭和59年〉判決）も限定的ながら認める余地があることを示唆しているとされている。

## エンフォースメント（法の執行）

### 排除措置命令
2005年（平成17年）改正後は排除措置命令（事前手続あり）が出た時点から効力が発生し、争う者は審判請求をおこなって審判手続に移行することとなった（供託金を積むことによる執行停止制度が存在）。
排除措置命令は現在行われている行為に対するのみならず、行為がなくなってから3年を経過していない場合は「特に必要があると認めるとき」に限り排除措置命令を出すことが可能となった。
確定した排除措置命令に違反した者には2年以下の懲役または300万円以下の罰金（併科が可能）に処せられ、法人については3億円以下の罰金（私的独占、不当な取引制限においては差止めを命ぜられた部分以外については、300万円以下）の両罰規定が設けられている。なお、確定前（確定後でも過料に処すことは可能）は50万円以下の過料に処せられる。

### 課徴金納付命令
不当な取引制限（価格にかかるものや価格に影響を与える行為に限る）、私的独占（支配型で対価に関わらないものは除く）、不公正な取引制限（法で直接規定されている行為に限り、1号から4号違反（不当廉売等）は10年以内に排除措置命令を受けている者、5号は継続しているものに限定）に対し課徴金納付命令の制度が設けられている。
課徴金の額は、原則売上額の10%（小売業3%、卸売業2%）とされている。中小企業については4%（小売業1.2%、卸売業1%）である。ただし、排除型私的独占は6%（小売業2%、卸売業1%）。なお、継続期間が2年以内（他に要件あり）の行為については、20%減額、10年以内に違反行為をしている者や主導的に関与し悪質な行為に関与した者には50%増額の規定が設けられている（両方の要件に該当する場合は課徴金は100%増額となる。）。なお、罰金の確定判決がある場合は罰金額の半額が控除される。
1号から4号違反（不当廉売等）の不公正な取引制限は3%（小売業2%、卸売業1%）、5号違反（優越的地位の濫用）の不公正な取引制限は1%であり、上記の減増額規定の適用はない。

#### 課徴金減免制度（リーニエンシー）
公正取引委員会に対して、規則に基づき不公正な取引制限に関して、調査開始日以前において単独で違反行為を申告した事業者について（他に要件あり）は、課徴金が1番目については全額免除、2番目については半額免除、3番目から5番目（ただし、4番目および5番目については新事実を申告した場合に限る。）については30%免除となり、調査開始日（それ以降も含む）に申告した者でまだ5番目まで枠が埋まっていないとき（ただし調査開始日以後に申告を行った事業での減額は3者以内に限定）は30%減額となる。なお、調査開始日以後は違反行為を止めていることが条件である。
ちなみに、申告のFAX番号は03-3581-5599である。

### 刑事罰
公正取引委員会の告発がないと、主要な違反類型については処罰できない（いわゆる専属告発）（96条）。
主要な違反類型として次のものがある。
- 不当な取引制限や私的独占をした者に対しては5年以下の懲役または500万円以下の罰金に処せられ、法人等に対しては5億円以下の罰金の両罰規定等が存在する（未遂罪も罰する）。
- 確定した排除措置命令（独占的状態に対する確定した審決も含み、私的独占、不当な取引制限に対するものについては差止めを命ずる部分に限る）に違反した者に対しては2年以下の懲役または300万円以下の罰金に処せられ、法人等に対しては3億円以下の罰金の両罰規定等が規定されている。

なお、これらに罰則においては懲役と罰金を併科することができる。さらに、事業者団体の解散宣告や特許権の取消等の宣告をすることができる場合が存在する。

### 民事訴訟（差止め・損害賠償）
私的独占、不当な取引制限、不公正な取引方法により排除措置命令（又は課徴金納付命令）がされた事業者は、被害者に対し無過失責任を負う（時効は命令等が確定後3年）（25条）。なお、この条に基づく損害賠償請求訴訟は、東京高等裁判所の専属管轄である。
また、独禁法25条によることなく、独禁法違反の行為が民法709条の不法行為に該当するときは、被害者は民法709条に基づいて損害賠償請求もできる。この場合は、被害者は故意過失をも立証しなければならない。

## 申告制度
申告制度は45条に規定がある。
4項は職権調査についての規定である。

## 行政調査
行政調査は47条に規定がある。
いずれも間接強制（罰則はあるが、直接強制はできない）。もっとも、1号の審尋はめったに使われず、大概任意の事情聴取という形が取られているようである（すなわち拒否する自由があるということである）。

## 審判手続
審判手続は、独占的状態に対する措置に関するものを除いて、審判請求があってから開始する。原則として、委員会が指定する審判官による公開の審判手続きを経て、委員会による審決が出される。
審決取消訴訟は東京高裁の専属管轄で、事実認定に関して実質的な証拠がある場合は裁判所も拘束される。
立法論としては審判制度を廃止して、最初から裁判所で争えるようにすべきだとの意見もある。
審判制度は，私的独占の禁止及び公正取引の確保に関する法律の一部を改正する法律（平成25年法律第100号）の施行（2005年〈平成27年〉4月1日）により廃止された。ただし，同改正法附則第2条の規定により，2005年（平成27年）3月31日までに排除措置命令および課徴金納付命令に係る事前通知が行われた事件については，なお従前の例によることとされている。

## 犯則調査
国税通則法や金融商品取引法の犯則調査と類似の制度が設けられた。犯則調査の際は黙秘権が存在する（もっとも黙秘権告知義務無し）。

## 法定外のエンフォースメント
企業統合の際の事前相談制度等がある。
警告・注意
公正取引委員会は、必ずしも法的な措置（排除措置命令等）によらずに警告や注意をすることがある。
警告は公正取引委員会の審査に関する規則（平成17年公正取引委員会規則第5号）31条1項で定められた措置で法に違反するおそれがある行為があるまたはあったと認める場合において、当該事業者または当該事業者団体に対して、その行為を取りやめることまたはその行為を再び行わないようにすることその他必要な事項を指示することに行い、事前に名宛人に対し意見申述の機会を与えたうえで全て公表される。注意は、違反行為の存在を疑うに足りる証拠が得られないが違反につながるおそれがある場合に行う。警告や注意そのものについては、これを不服として裁判で争うことができないが、国家賠償責任が発生する場合はあり得る。

## 適用除外制度

### 一般的な適用例外規定

#### 知的財産権行使の適用除外
著作権法、特許法、実用新案法、意匠法、商標法の権利の行使に関しては、1947年当初から、法第21条に基づき適用が除外されている。これは、各知的財産権法の法趣旨と、独占禁止法の法趣旨が異なるためであり、法21条は、独占禁止法の法趣旨を逸脱する程度を超えない限り、各知的財産権法の法趣旨を考慮した調整規定の役割を果たす。言い換えれば、各知的財産法の法趣旨を逸脱し、又はこれらの法制度の目的に反すると認められる場合は、法21条の適用除外は認められず、通常の独占禁止法の趣旨に則って判断される。

#### 一定の組合についての適用除外
法律に基づいて設立された組合のうち一定の条件を満たす組合の行為については、1947年より法第22条に基づき適用除外となっている。ただし不公正な取引方法が行われる場合や、一定の取引分野の競争を実質的に制限し価格を引き上げるような場合は適用の対象となる。
法令により独占禁止法の適用が除外されている団体は次のとおり。
- 農業協同組合：農業協同組合法（昭和22年法律第132号）、1947年適用除外
- 水産業協同組合：水産業協同組合法（昭和23年法律第242号）、1948年適用除外
- 中小企業等協同組合：中小企業等協同組合法（昭和24年法律第181号）、1949年適用除外
- 信用金庫：信用金庫法（昭和26年法律第238号）、1951年適用除外
- 労働金庫：労働金庫法（昭和28年法律第227号）、1953年適用除外
- たばこ耕作組合：たばこ耕作組合法（昭和33年法律第135号）、1958年適用除外
- 商店街振興組合：商店街振興組合法（昭和37年法津第141号）、1962年適用除外
- 森林組合：森林組合法（昭和53年法律第36号）、1978年適用除外

#### 公正競争規約に対する適用除外
公正競争規約は、不当景品類及び不当表示防止法（景品表示法）第31条の規定に基づき、公正取引委員会および消費者庁長官から認定を受けた事業者または事業者団体が、表示または景品類に関する事項について自主的に設定する業界のルールである。
そして、同法第31条5項は、公正競争規約自体や、当該規約に基づいてする事業者又は事業者団体の行為について、本法の公正取引委員会による排除措置命令や刑事告発の規定を適用しない、と定めている。

#### 再販制度
1953年に、法改正により再販売価格維持制度が設置され、法第23条に基づき、公正取引委員会が指定した商品については、再販売価格が維持できることとなった。ただし、一般消費者の利益を不当に害する場合や、生産者の意に反して契約が行われた場合などは、独禁法の適用対象となる。
なお、価格を決定し契約を行った事業者は、再販売価格維持契約の届出に関する規則に基づき、契約成立日から30日以内に公正取引委員会に届出をして認定を受ける。指定商品は次のとおり。
- 書籍
- 雑誌
- 新聞 - 新聞販売では、乱売や過度の競争を排除するため、1999年に「新聞業における特定の不公正な取引方法（新聞特殊指定）」という形で、カルテルが法規制から除外された。ただし、公正取引委員会はその見直しを求めており、2001年には、公正競争規約を設置・運営する著作物再販協議会が、かろうじて存置されたものの、2010年には同協議会は廃止となった。
- レコード盤
- 音楽用カセットテープ
- 音楽用コンパクトディスク

かつては、化粧品にも再販制度が適用されていた。

### 省庁別の独占禁止法適用除外制度の一覧
法の適用除外として不況カルテルや合理化カルテルが認められ、カルテル価格が公認されることもあったが、適用除外制度の見直しとして、不況カルテル制度及び合理化カルテル制度の廃止（平成11年7月23日施行）並びに商工組合の経営安定カルテル制度及び合理化カルテル制度の廃止（平成12年3月2日施行）が行われた。現存するカルテルは次のとおり（2014年現在）。

#### 金融庁
- 保険カルテル：1946年に日本損害保険協会が設立されたが、1951年の旧保険業法改正により保険は独禁法適用除外対象となった。具体的には1997年に航空保険、原子力保険、自動車損害賠償責任保険（自賠責保険）、地震保険、1998年に船舶保険、外航貨物保険、自動車保険（対人賠償保険部分、自動車保険（対人賠償，自損事故及び無保険車傷害保険部分）、2009年に住宅瑕疵担保責任保険の損害保険会社のカルテルが適用除外。
- 信用金庫：信用金庫法により1951年適用除外。
- 労働金庫：労働金庫法により1953年適用除外。
- 自動車損害賠償責任保険、地震保険の損害保険基準料率の算出に関する業務：1948年に損害保険料率算出団体に関する法律の施行により損害保険料率算定会が設立された後、1964年に損害保険料率算定会から自動車保険料率算定会が分離したが、1998年の法改正によりそれらの業務が独禁法の適用除外となり、2002年には自動車保険料率算定会と損害保険料率算定会が再統合し損害保険料率算出機構が設立された。
- 地方銀行間の統合：地域における一般乗合旅客自動車運送事業及び銀行業に係る基盤的なサービスの提供の維持を図るための私的独占の禁止及び公正取引の確保に関する法律の特例に関する法律（令和2年法律第32号、令和2年11月27日施行、以下「地域特例法」と略す）により、地域特例法施行から10年間に限り適用除外

#### 法務省
- 更生会社の株式取得：1952年、会社更生法（平成14年法律第154号）により適用除外。

#### 大蔵省・財務省
- たばこ耕作組合：たばこ耕作組合法により、1958年に適用除外。
- たばこ製品：たばこ事業法第33条から第37条までの「小売定価制度」により適用除外。
- 酒類業組合による施設、容器その他の販売方法の規制に関する取決め：1959年に酒税の保全及び酒類業組合等に関する法律により除外。

#### 文部省・文部科学省
- 商業用レコードの二次使用料に関する取決め：1970年、著作権法により除外。

#### 厚生省・労働省・厚生労働省
- 生活衛生関係業者の業務における料金、価格、営業方法の制限等：1957年、生活衛生関係営業の運営の適正化及び振興に関する法律により適用除外となった。

#### 経済産業省
- 輸出取引での価格、数量、品質、意匠その他の協定等：1952年、輸出入取引法（昭和27年法律第299号）により除外。
- 中小企業の共同経済事業：1957年、中小企業団体の組織に関する法律（昭和32年法律第185号）により除外。
- 中小企業団体中央会が行う一定の事業：1999年、中小企業等協同組合法（昭和24年法律第181号）により除外。

#### 中小企業庁
- 商店街振興組合：商店街振興組合法により1962年適用除外。

#### 国土交通省
- 国内航路、国際航路の海運カルテル：1949年から 海上運送法（昭和24年法待第181号）により除外されている。
- 運輸カルテル:1951年に道路運送法（昭和26年法律第183号）により除外。具体的には、生活路線確保のための共同経営，旅客の利便向上に資する運行時刻の設定のための共同経営などが行われている。
- 国内便、国際便の航空カルテル：1952年、航空法（昭和27年法律第231号）により除外。国内便では生活路線確保のための共同経営、国際便では公衆の利便を増進するための連絡運輸，運賃その他の運輸に関する協定が行われている。ATI、航空連合も参照。
- 共同海運事業の組合の設置と内航海運カルテル：1957年から内航海運組合法（昭和32年法律第162号）により除外されている。運賃、料金、運送条件、配船船腹、保有船腹等の調整等が行われている。日本内航海運組合総連合会も参照。
- 公共交通機関の統合及び共同運行等の行為：地域特例法施行から10年間に限り適用除外

#### 農林水産省
- 小麦価格：1942年から1995年までは食糧管理法に基づき政府が食糧価格や供給等を管理する食糧管理制度が設置されていたが、同法は食糧法へ移行し、2004年に米の輸入や販売が自由化された。現在は小麦に関する価格統制が継続している。
- 農業協同組合：農業協同組合法により1947年に適用除外。
- 水産業協同組合：水産業協同組合法により1948年に適用除外。
- 森林組合：森林組合法（昭和53年法律第36号）、1978年適用除外。
- 農業協同組合中央会と農事組合法人の一定の事業：1999年、農業協同組合法（昭和22年法律第132号）により適用除外となった。

#### 共管
- 中小企業等協同組合：中小企業等協同組合法により1949年に適用除外。中小企業庁、財務省、厚労省、農水省、国交省の共管。
- 消費税転嫁・表示カルテル：消費税の5%から8%への増税に伴い、2013年の消費税転嫁対策特別措置法により設置された。内閣官房、内閣府、公正取引委員会、消費者庁、財務省共管。